# Velké Hoštice
Velké Hoštice (niem. Groß Hoschütz) – gmina w Czechach, w powiecie Opawa, w kraju morawsko-śląskim, w tzw. kraiku hulczyńskim. Według danych z dnia 1 stycznia 2012 liczyła 1756 mieszkańców.
Pierwsza wzmianka pochodzi z 1220. W miejscowości znajduje się barokowy pałac oraz kościół pw. św. Jana Chrzciciela.